# Till Drobisch
Pour les articles homonymes, voir Drobisch.
Till Drobisch, né le 2 mars 1993 à Windhoek, est un coureur cycliste namibien.

## Biographie

### Vie de famille
Flûtiste de profession, son père enseigne au College of the Arts de Windhoek (de) en tant que conférencier depuis 1989 et en tant qu’enseignant à l’école privée supérieure allemande de Windhoek (de) depuis 2016.

## Palmarès sur route

### Par années
- 2009
  -  Champion de Namibie du contre-la-montre débutants
  - Nedbank Cycle Classic
- 2010
  -  Champion de Namibie sur route juniors
  -  Champion de Namibie du contre-la-montre juniors
  - 3e de la Nedbank Cycle Classic
  - 3e de la Namibian Cycle Classic
- 2011
  - Tour de Windhoeck :
    - Classement général
    - 1re, 2e et 3e étapes

  - Namibian Cycle Classic
  - 3e de la Nedbank Cycle Classic
  - 3e du Döbra Loops
- 2012
  - Namibian Cycle Classic
- 2013
  -  Champion de Namibie sur route
  -  Champion de Namibie du contre-la-montre
  -  Champion de Namibie sur route espoirs
  -  Champion de Namibie du contre-la-montre espoirs
- 2014
  -  Champion de Namibie du contre-la-montre
  -  Champion de Namibie du contre-la-montre espoirs
  - 1re étape du Prix du Saugeais (contre-la-montre)
  - 94.7 Challenge
  - 2e du championnat de Namibie sur route
  - 2e du championnat de Namibie sur route espoirs
  - 2e du Chrono de Thun
  - 3e du Tour de Franche-Comté
  - 3e de la Namibian Cycle Classic
- 2016
  -  Champion de Namibie du contre-la-montre
  - Nedbank Cycle Classic
  - 2e du championnat de Namibie sur route
- 2017
  -  Champion de Namibie sur route
  -  Champion de Namibie du contre-la-montre
  - Nedbank Cycle Classic

### Classements mondiaux
| Année                                 | 2013 | 2014 | 2015 | 2016  | 2017  |
| ------------------------------------- | ---- | ---- | ---- | ----- | ----- |
| Classement mondial                    |      |      |      | 1146e | 1138e |
| UCI Africa Tour                       | 180e | 55e  | nc   | 66e   | 51e   |
|                                       |      |      |      |       |       |
| Légende : nc = non classéSource : UCI |      |      |      |       |       |

## Palmarès en VTT

### Championnats d'Afrique
- Le Caire 2018
  -  Médaillé de bronze du cross-country

### Championnats de Namibie
- 2010
  -  Champion de Namibie de cross-country juniors
- 2016
  -  Champion de Namibie de cross-country marathon